# Carl Christoffer Gjörwell den yngre
Carl Christoffer Gjörwell (den yngre), född 19 januari 1766 i Stockholm, död där 14 november 1837, var en svensk arkitekt och son till Carl Christoffer Gjörwell den äldre. Han var stadsarkitekt i Stockholm mellan 1804 och 1837.

## Liv och verk
Gjörwell studerade vid Målar- och bildhuggarakademien och anställdes 1788 under Louis Jean Desprez som byggnadselev vid det "stora slottet på Haga". År 1794 gjorde han en studieresa, bland annat till Rom. Efter sin hemkomst 1796 anställdes han som vice stadsarkitekt under Eric Palmstedt, till en början företrädesvis som arkitekt för lantbyggnader, herresäten och dylikt. Även större företag (bland annat omgestaltandet och tillbyggandet av Karlbergs slott till krigsakademi) anförtroddes honom, varvid dock Desprez hade högsta ledningen.
Gjörwells första fullt självständiga arbete av mera omfattande art var ritningarna till Akademihuset för Kungliga Akademien i Åbo, uppfört 1802–1815 under ledning av Charles Bassi, en annan av Desprez lärjungar. Gjörwell blev 1803 Palmstedts efterträdare som stadsarkitekt i Stockholm samt valdes samma år in som medlem av Konstakademien. År 1808 fick han professors titel. Han hade då uppfört Drottningens paviljong (numera kallad Haga slott) och Ekotemplet vid Haga samt uppgjort ritningar till ombyggnaden av Säfstaholms slott (utförd 1804–1815) och till Westmanska palatset (från 1828 Vetenskapsakademiens lokal), som på 1860-talet ändrades och tillbyggdes så att dess gamla utseende utplånades. 
Gjörwells sista större arbete var Garnisonssjukhuset (idag Landstingshuset) på Kungsholmen, fullbordat 1834. Han var även, tillsammans med Charles Bassi, arkitekt vid uppförandet av huvudbyggnaden på ättens Armfelt stamgods på Åminne herrgård i gamla Åbo och Björneborgs län i Finland. Samtidigt upprättade han ritningar för flera mindre byggnader för enskilda beställare, bland dem Villa Lido på Djurgården. Han uppgjorde även ritningar till altardekorationer, predikstolar (exempelvis de i Kungsholms kyrka), gravmonument med mera.
Som arkitekt tillhörde Gjörwell Desprez skola eller ungefär samma riktning, som i Frankrike uppkom under 1760- och 1770-talen och vilken betecknas av ett återgående till den romerska antiken och en något överdriven uppfattning av dess enkelhet och stränghet. Gjörwells större byggnader utmärker sig genom enkel och klar fördelning samt mycken måtta i det dekorativa, men är snarare verk av en lugn och jämn beräkning än av en skapande eller kraftigare bildande ande. Som dekoratör och inredare prisades Gjörwell av samtida. Han utförde i sin ungdom även några raderingar i böcker, utgivna av fadern. Gjörwell är representerad vid bland annat Nationalmuseum.
Han har fått en gata uppkallad efter sig, Gjörwellsgatan i stadsdelen Marieberg på Kungsholmen.

## Verk i urval

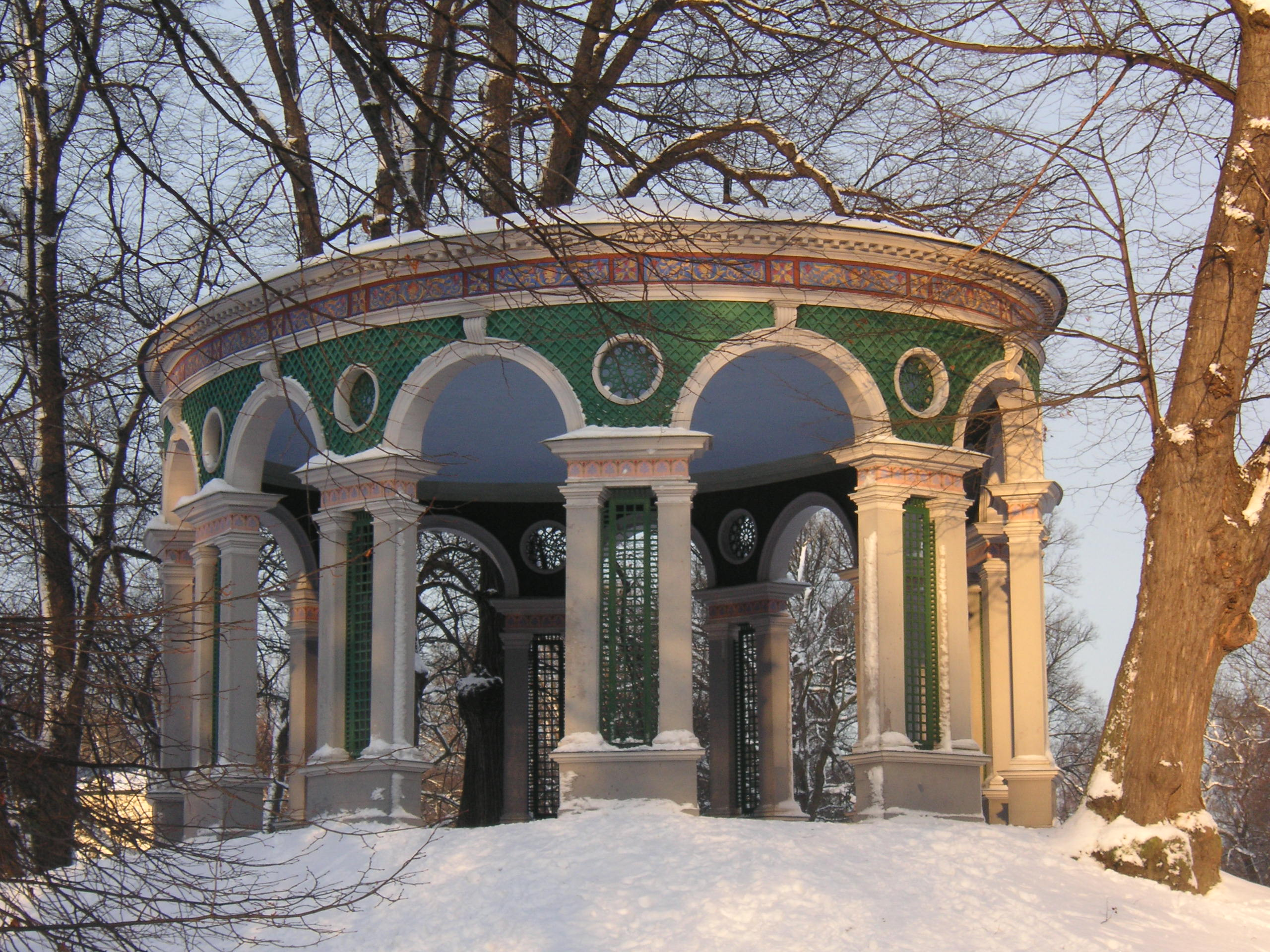
Ekotemplet (1790)
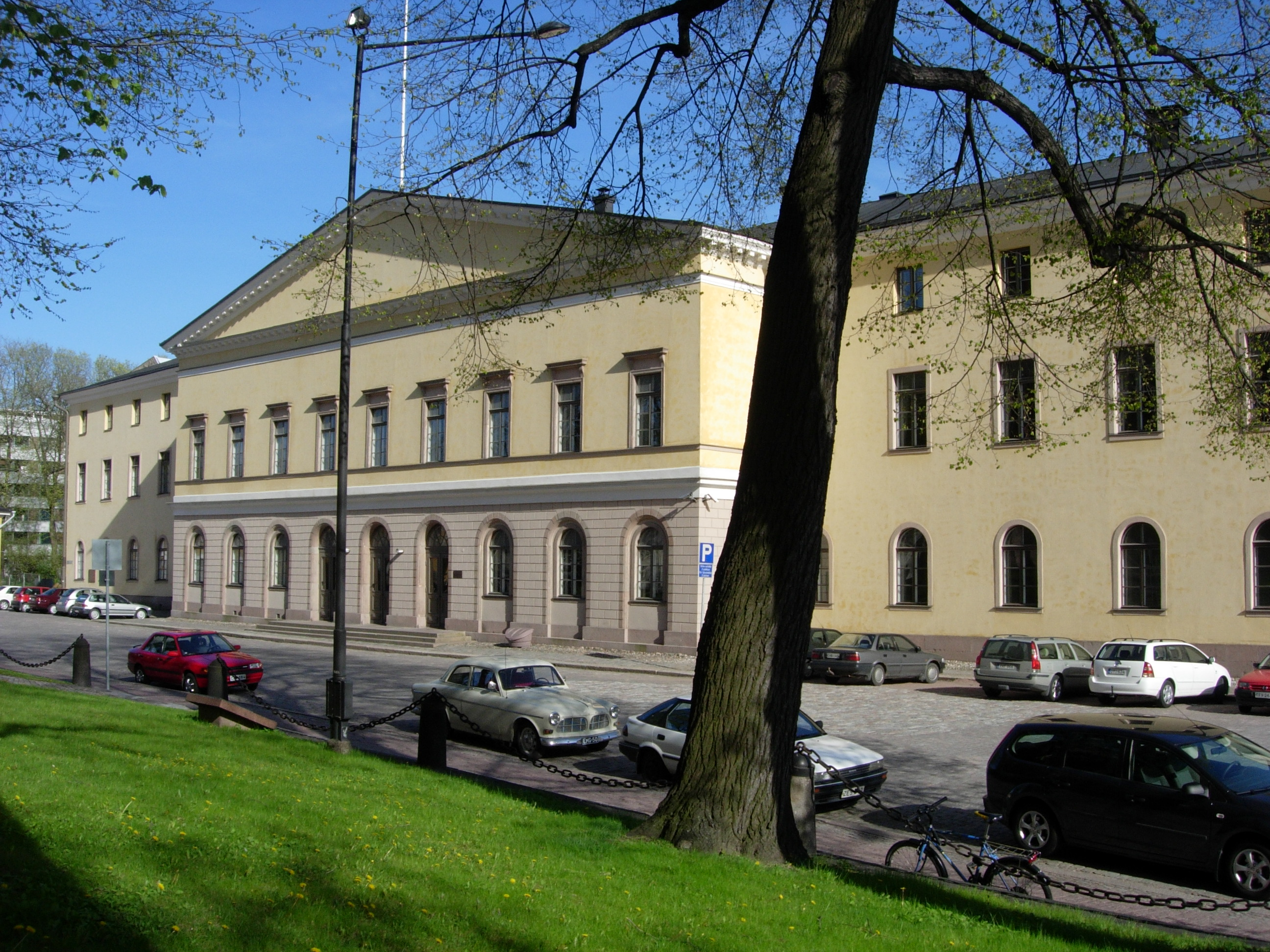
Åbo akademi (1799-1817)
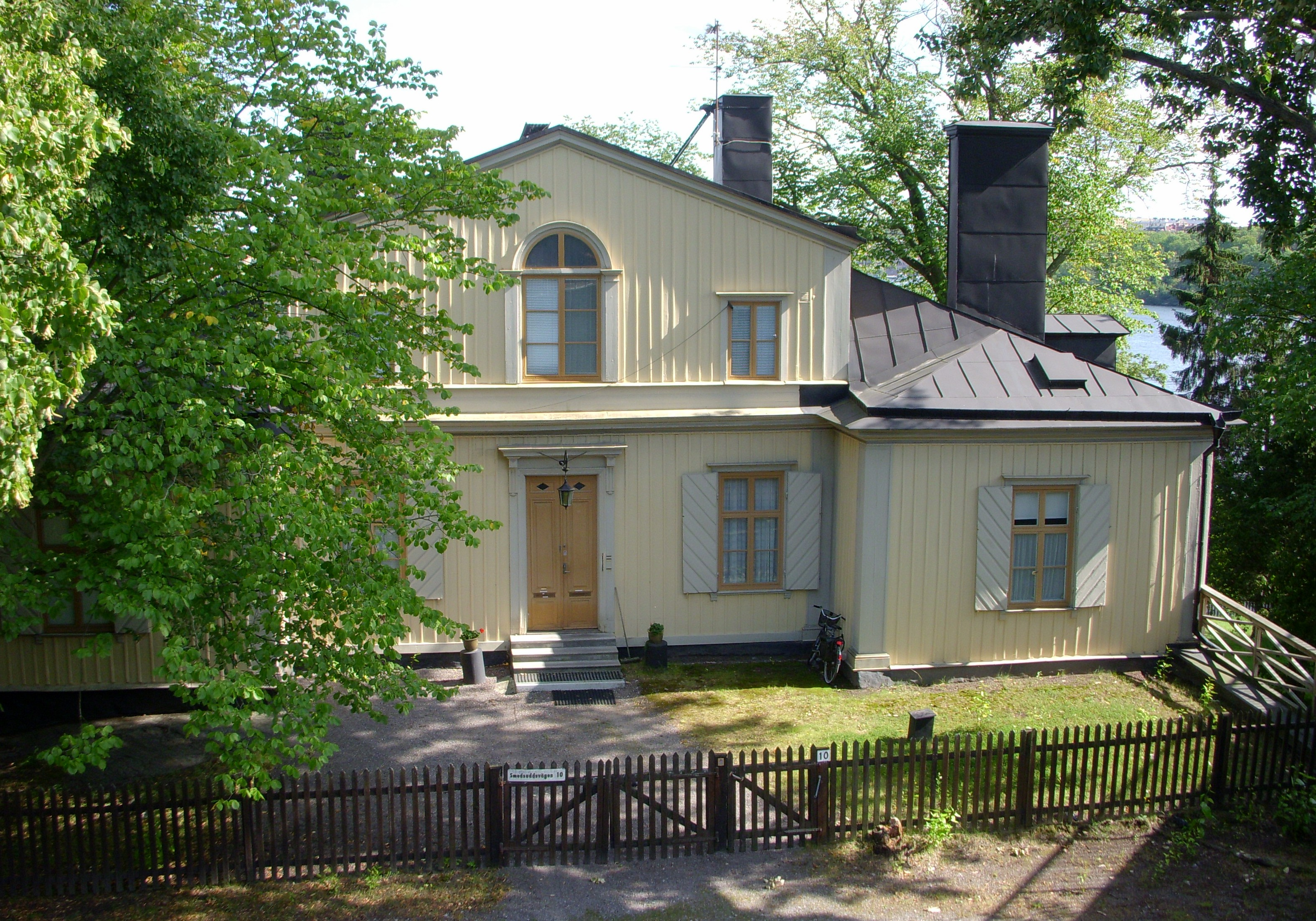
Rålambshovs gård (1801)
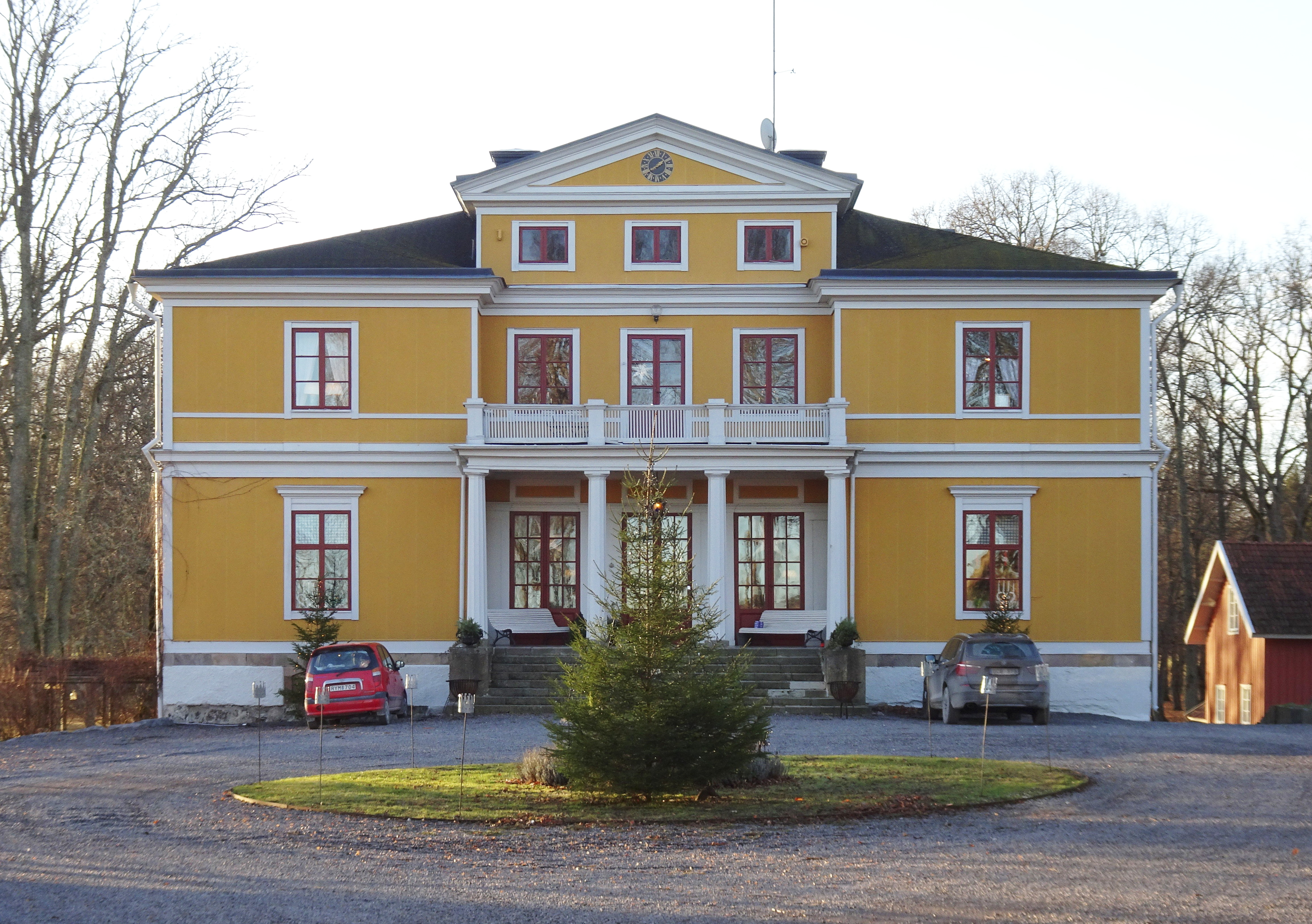
Åda säteri (1803)
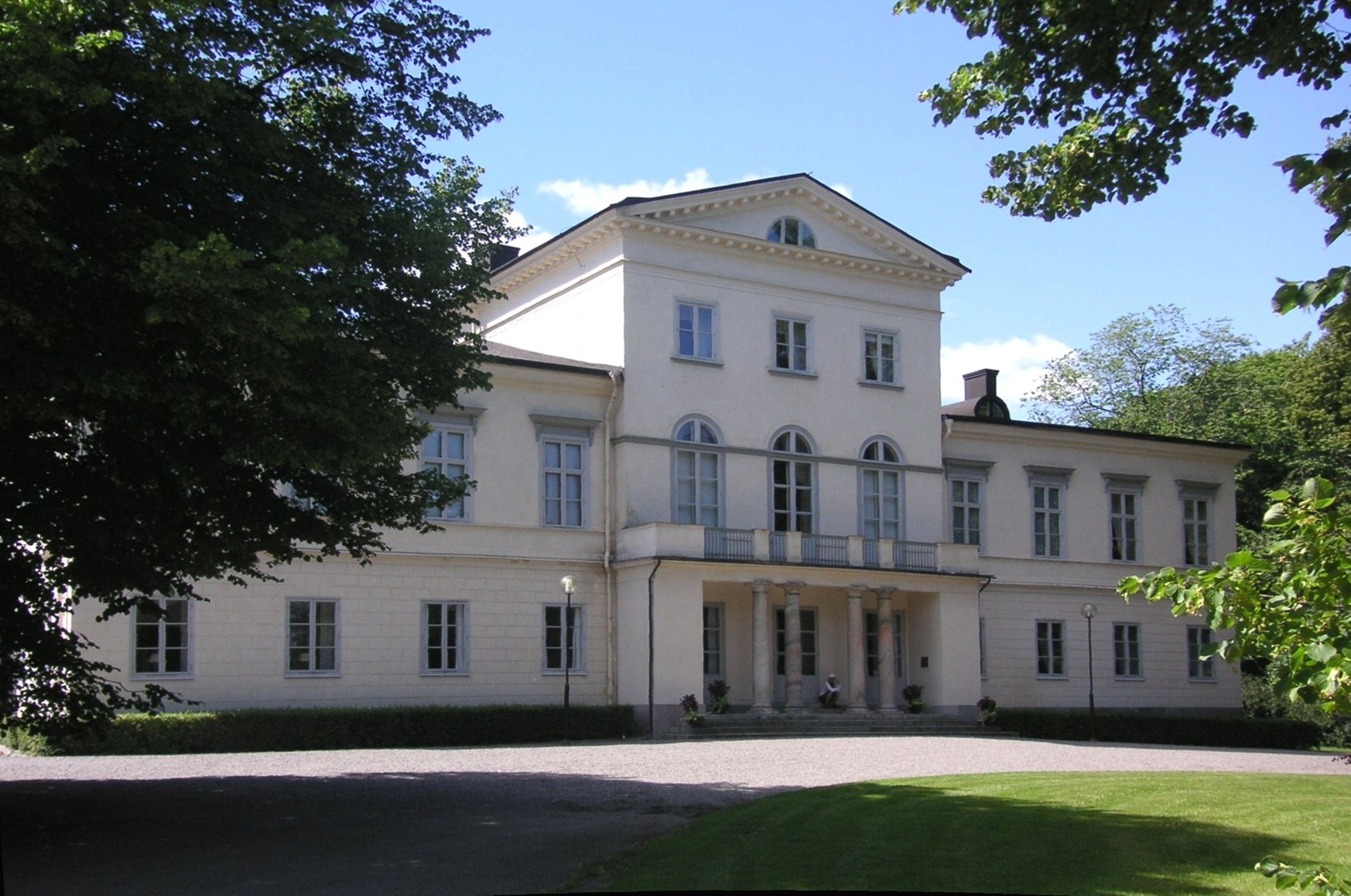
Haga slott (1805)
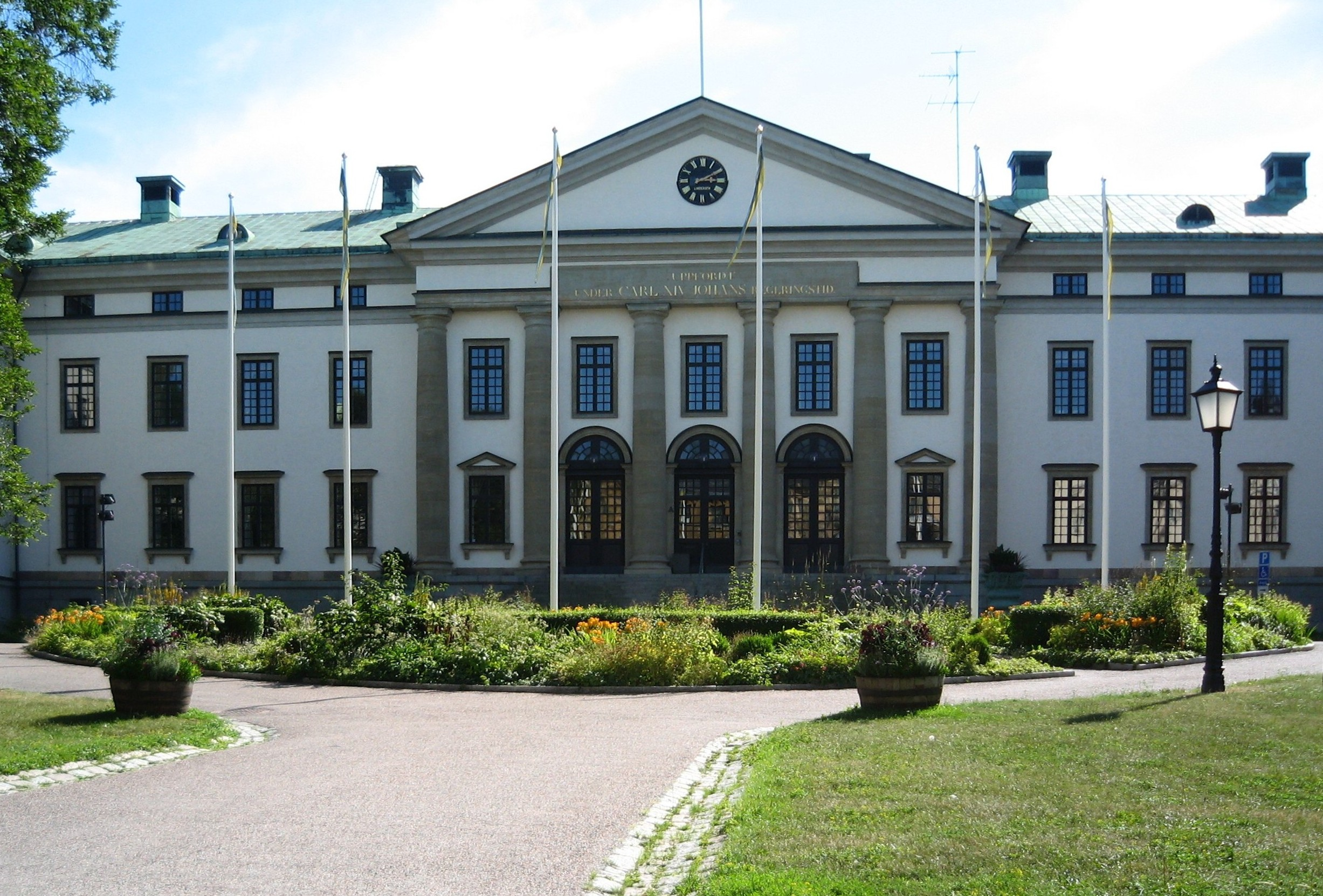
Garnisonssjukhuset (1834)
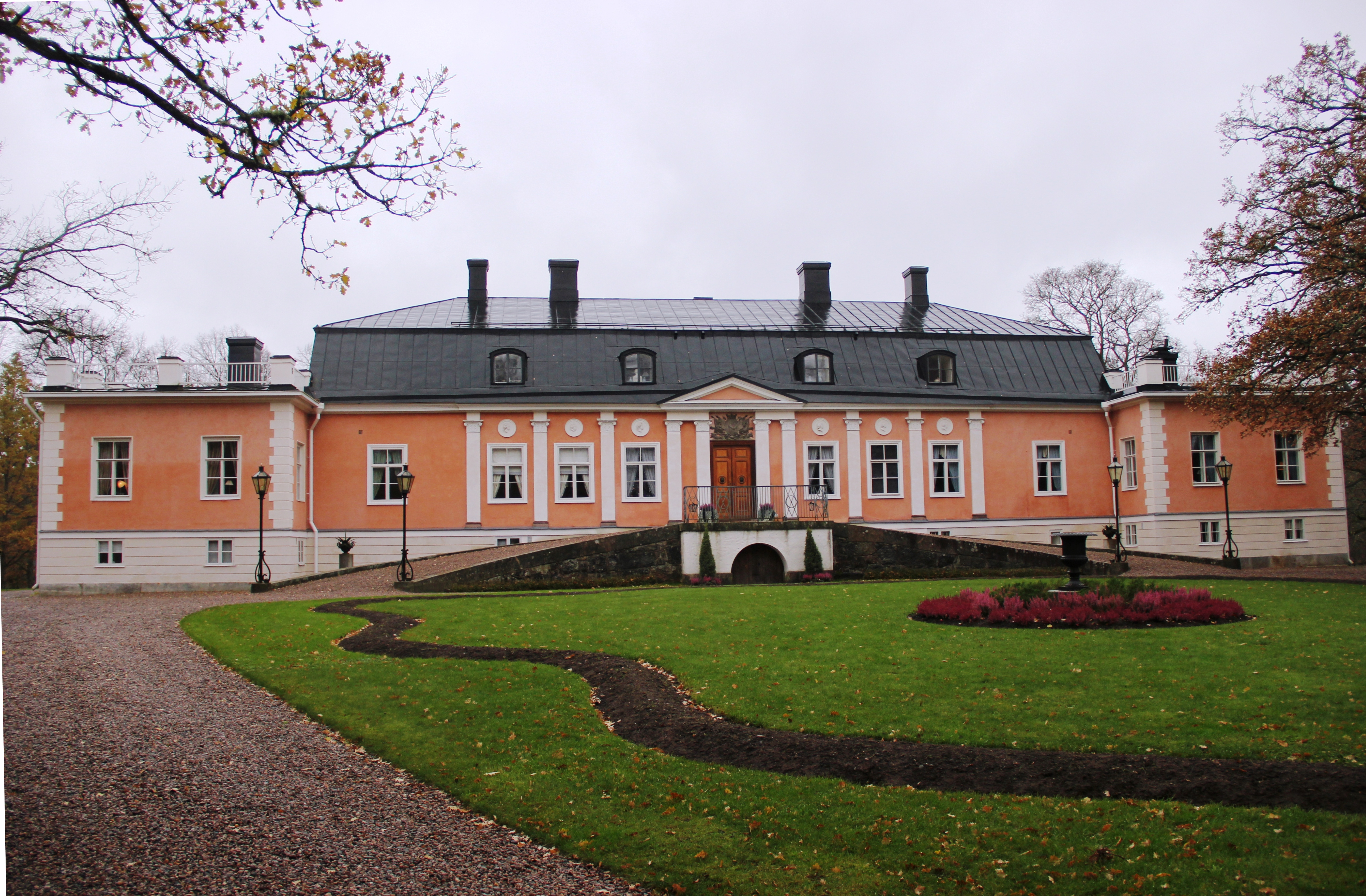
Åminne herrgård (1790)